# Stephanotis
Stephanotis е род растения от семейство Устрелови (Asclepiadaceae). Името му има гръцки произход и е съставено от две думи – stephonos което означава корона и otos което означава ухо.

## Описание
Стефанотиса е тропически катерлив жасмин. За родина на растението се считат териториите на Япония, Китай, остров Мадагаскар и районите на Малайския архипелаг – тропическия и субтропическия климатичен пояс. Всички представители на този род са виещи растения. В дивата природа тази виещая се лиана може да достига височина 5 – 6 м. Стеблата на растенията, със своята способност да лазят и да се закрепват, се катерят по вертикални плоскости, но филизите им не са толкова мощни и лесно се чупят под натиска на собственото си тегло. Листата са пластини – плътни с кожеста повърхност, разположени по стеблото на двойки срещулежащи листа. Формата им е елиптична, наситена, с тъмна смарагдова сянка. Краищата са равен ръб, в основата си листата са по-закръглени, а върховете са леко заострени. В дължина листът може да нарасне до 10 – 12 см, а в ширина 4 – 5 см. По центъра на листа надлъжно преминава светла жилка, която се отличава с цвета си на зеления фон.
В домашни условия е разпространен вида Stephanotis floribunda (Стефанотис обилноцъфтящ), който е популярен сред любителите и цветарите с названието „мадагаскарски жасмин“. „Мадагаскарски жасмин“ има деликатни и красиви цветове с удивителен уникален аромат. Великолепните пъпки, сякаш направени от восък, са събрани в съцветие/рядко повече от 7 пъпки/. Съцветия растат от аксиларните пъпки на листата. Цветът в основата започва като снежнобяла тръбичка и завършва със звездообразно огънати венчелистчета. Диаметърът на цвета обикновено достига 2,5 – 3 см. Нежните звездоподобни цветове са събрани в „купчинки“ или свободни чадъри. Окраската на пъпките зависи от вида растение, най-често е снежнобял или кремав цвят. Периодът на цъфтеж продължава до 10 месеца. В естествени условия цъфти целогодишно.
Заради нежността и чистота, в някои страни от Стария свят Stephanotis е наричан „булчински венец“ и често е белоснежните му „гроздове“ звездни цветове са използвани за сватбените букети и венци.
```
Внимание! Сокът на стефанотиса е много токсичен и ако случайно попадне в очите или върху кожата, може да предизвика раздразнение. По тази причина, при грижи за него, хората с много чувствителна кожа се съветват да използват ръкавици, а саксиите с това растение да са недостъпни за деца и домашни питомци места.
```

## Видове
Познати са около 13 вида от род Stefanotis, като най-широко са разпространени:
в Мадагаскар
- Stephanotis acuminata Архив на оригинала от 2018-02-08 в Wayback Machine. звездовидните му цветове са с кремав цвят.
- Stephanotis floribunda Цветчетата му са със снежнобял оттенък, а „звездичките“ им достигат до 5 – 6 см. в диаметър. Има разновидности от вариегативен вид, чиито листни пластини са с рисунък във вид на ивички или щрихи със златист или беловат цвят. Този вид е предпочитан и се цени от цветарите, защото практически е без капризи.
- Stephanotis grandiflora Отличава се с достатъчно едро съцветие, което се състои от около 30-на, а самата „тръбичка“ на пъпката е със зеленикав оттенък.
- Stephanotis Isaura
- Stephanotis thouarsii Цветът на пъпката е с лилав оттенък, а прехода от тръбичката към „лъчите“ на „звездата“ е леко розоват. [2]

по-малко в Китай
- Stephanotis nana
- Stephanotis yunnanensis

в Япония
- Stephanotis japonica
- Stephanotis lutchuensis

и Куба
- Stephanotis longiflora
- Stephanotis vincaeflora